# Plískavice plochočelá
Plískavice plochočelá (Lagenorhynchus obliquidens) je druh menšího kytovce z čeledi delfínovití, který se vyskytuje v chladných až vlažných vodách severního Pacifiku.  

## Systematika
Druhové jméno obliquidens pochází z latinského obliquus („šikmý“) a dens („zub“), čili doslova „šikmé zuby“. To odkazuje k zubům plískavice plochočelé, které jsou mírně zešikmené. K dalším českým názvům druhu patří delfín krátkohubý.

## Areál rozšíření a početnost

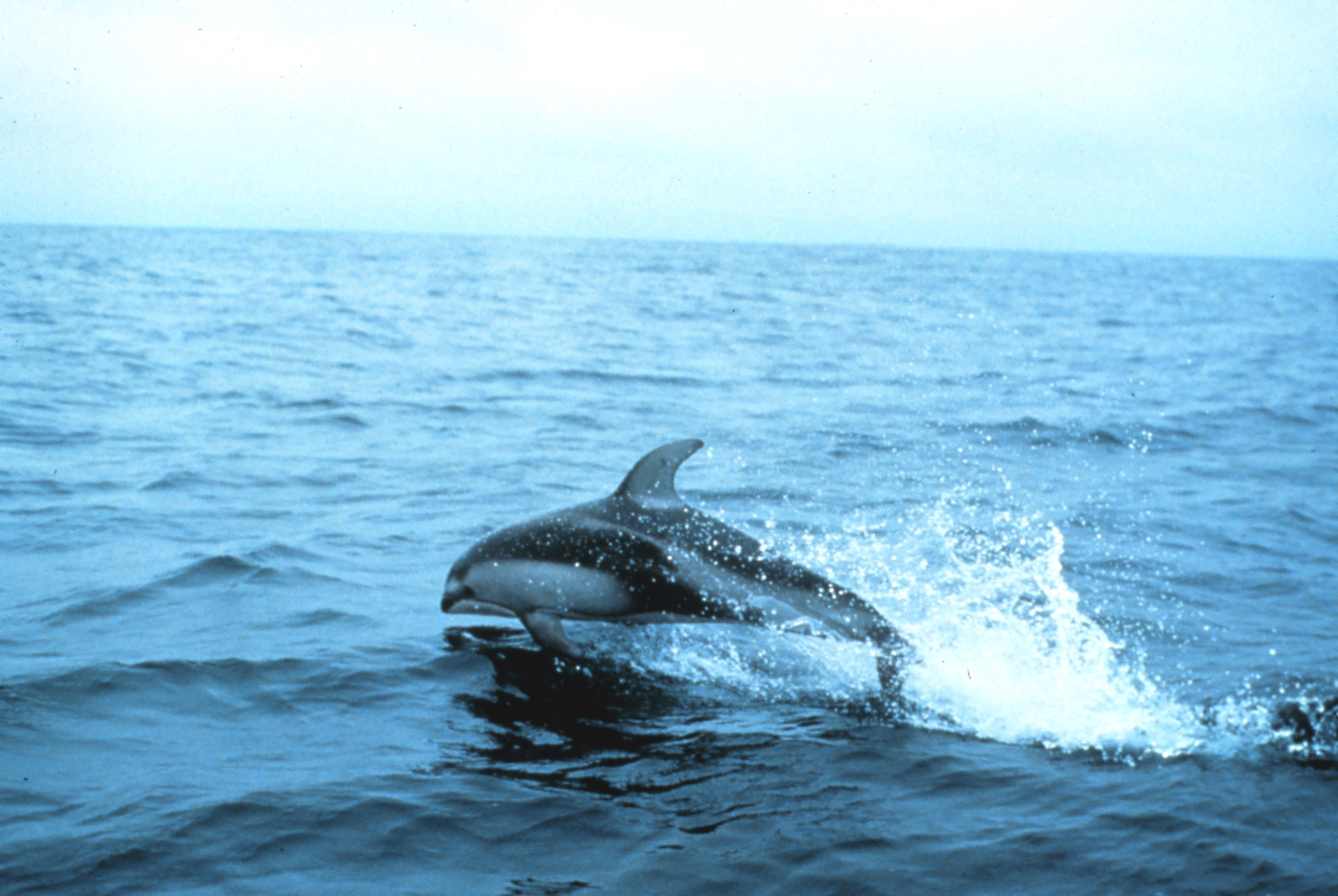
Plískavice plochočelá při výskoku nad hladinou

Vyskytuje se ve vodách mírného pásu severního Pacifiku včetně Japonského, Ochotského nebo jižních oblastí Beringova moře; žije i v Kalifornském zálivu. Typicky obývá produktivní vody kontinentálních šelfů a svahů do 185 km od břehu. K nejoblíbenějším stanovištím plískavice plochočelé však patří studenější vody poblíž pevninských zlomů (kde pevninský šelf přechází do pevninského svahu).
Na řadě míst je početnost druhu sezónně podmíněna. Roční doba totiž ovlivňuje teplotu vody, což v konečném důsledku má vliv na potravní nabídku, kterou plískavice následují. Celkovou populaci je složité odhadnout, pohybuje se snad kolem 1 milionu. V oblasti severního Pacifiku se jedná o jednoho z nejrozšířenějších vrcholových predátorů.

## Popis
Tento poměrně robustní delfínovitý kytovec má černobíle zbarvené tělo. Jak ploutve, tak hřbetní ploutev mají tmavou přední hranu, která směrem dozadu přechází do bílé až světle šedé barvy. Od hřbetní ploutve k hlavě se táhne podélná světlá skvrna, která je oddělena od bílého břicha tmavým pruhem. Hřbet má úzký světlý pruh, stejně jako horní část boků. V rámci tohoto hrubě nastíněného zbarvení se objevuje řada individuálních výjimek a anomálií včetně kompletně černých nebo takřka úplně bílých jedinců (tzn. ne albínů). Hřbetní ploutev vysoká až 28 cm je výrazná, srpovitě zahnutá, u starších samců více než u mladších. Ocas je na obou stranách tmavě šedý, zadní hrana je mírně prohnutá (konkávní) a výřez uprostřed je středně velký. Samec je 1,7–2,5 m dlouhý, samice 1,7–2,4 m. Váha se pohybuje kolem 90–170 kg, maximálně kolem 200 kg. Horní i spodní čelist ukrývá každá 46–72 zubů.

## Biologie
Jedná se o sociální druh delfínovitého kytovce, který se běžně vyskytuje ve skupinách o desítkách, stovkách a vzácněji i tisícovkách jedinců. V těchto skupinách dochází k segregaci na základě pohlaví a věku. Občas se mísí i jinými druhy kytovců jako jsou delfínec velrybovitý (Lissodelphis borealis), plískavice šedá (Grampus griseus) nebo delfín obecný (Delphinus delphis). Na hladinou nebo při ní se vyznačuje bohatým repertoárem akrobatických kousků včetně opakovaných výskoků vysoko nad hladinu.

K přirozeným predátorům plískavice plochočelé patří kosatka dravá, na kterou plískavice vykazuje silnou behaviorální odezvu (typicky úprk). V pobřežních vodách Britské Kolumbie až 7 % tamějších plískavic plochočelých nese na těla jizvy po zubech kosatek. V této oblasti někdy kosatky pronásledují plískavice na mělčinu a byly dokonce nalezeny uhynulé plískavice na břehu, kde uvízly po pronásledování kosatkami. Rozmnožování probíhá většinou koncem léta nebo počátkem podzimu. K zabřeznutí dochází pouze každých 4–5 let. Doba gestace trvá kolem 11–-12 měsíců, doba laktace se pohybuje mezi 8–10 měsíci. Samice dosahují pohlavní dospělosti kolem 11 let, samec kolem 10–11 let. Může se dožít 35–45 let.

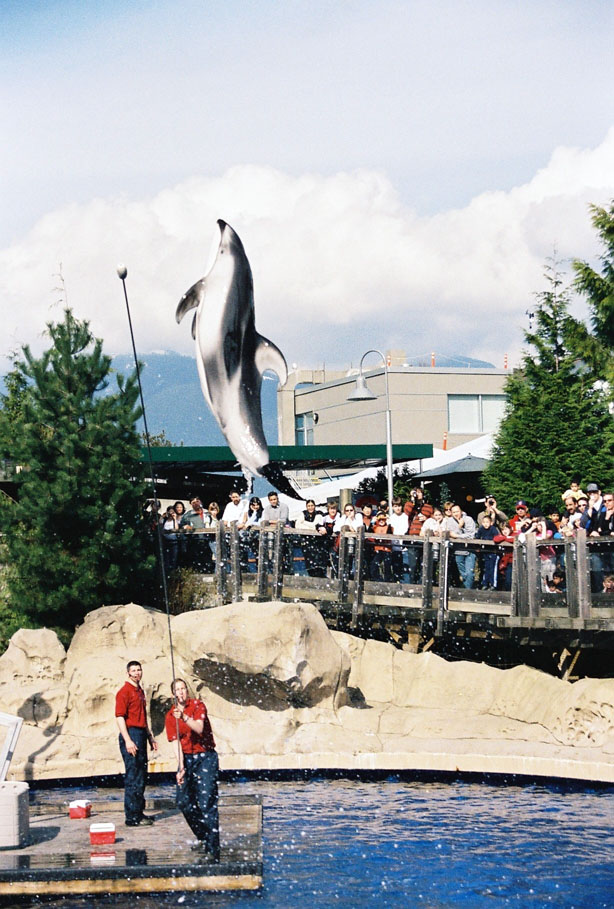
Plískavice plochočelá při výskoku ve Vancouver Aquarium (Kanada)

### Potrava
Složení jídelníčku se liší podle oblasti. Živí se hlavně hejnovitými rybami (lososovití, sleďovití, sardinky, koruškovití, treskovití aj.), vedlejším potravním zdrojem jsou i hlavonožci nebo krevety. Může krmi ve dne i v noci. Sbírání potravy bývá spojováno s některými jinými druhy mořských savců, jako jsou keporkaci nebo lachtani kalifornští, nebo i s mořskými ptáky. Potápí se v průměru jen na 24 vteřin, může se však potopit i na dobu přesahující 6 minut.

## Ohrožení
Mezinárodní svaz ochrany přírody (IUCN) považuje druh za málo dotčený. V minulosti představoval největší hrozbu plískavice plochočelé komerční rybolov lososovitých ryb a krakatic tchajwanskými, japonskými a korejskými rybáři, kteří na volném moři (daleko od pobřeží) používali tenatové sítě tažené za loděmi, do kterých se plískavice snadno zamotaly a uhynuly. Odhaduje se, že v průběhu 70. a 80. let 20. století bylo takto zabito až 100 000 plískavic plochočelých, než bylo v roce 1993 v mezinárodních vodách zakázáno používání tohoto typu rybolovu. Moderní hrozbu nadále představují rybářské náčiní, do kterého se mohou plískavice snadno zamotat a utonout, nicméně nejedná se již o globální populační hrozbu. K dalším hrozbám patří i zvukové znečištění oceánů, které může ovlivnit chování plískavic.

## Chov
Jedná se o druh často chovaný v mořských akváriích a parcích.